# آئین‌چندگانگی‌نسبی
آنکانتاوادا (انگلیسی: Anekāntavāda)، یعنی نسبیت و غیر مطلق بودن احکام و قضایا.

## ارزش و اعتبار قضایا و احکام
منطق جینیسم نوعی آهیمسای (Ahimsa) ذهنی است بدان گونه که فرد پیرو اصول اخلاقی جین به حیات تمامی موجودات احترام می‌گذارد، به همان گونه نیز یک پیرو اصول منطقی جین ارزش و اعتبار تمام قضایا و احکام را قبول دارد.
این روش استدلالی، خود نتیجهٔ منطقی «آئین عدم واقعیت مطلق» (Anekāntavāda) است.

## آئین چندگانگی نسبی
جین‌ها اشیاء را «غیر مطلق» می‌خوانند. هیچ حکم و قضیه ای مطلق نمی‌تواند شد و احکام ما فقط تحت شرایط خاصی واقعیت دارند.
در فرضیهٔ چندگانگی نسبی (Anekāntavāda) اشیاء را جوانب متناقض و متضاد بسیار است و صفات آنها بی حد و حصر است و بایستی همواره عبارت «ممکن است»، «احتمال دارد»، و «امکان دارد» را به احکام خود اضافه کنیم.